# Metropolitan Board of Works

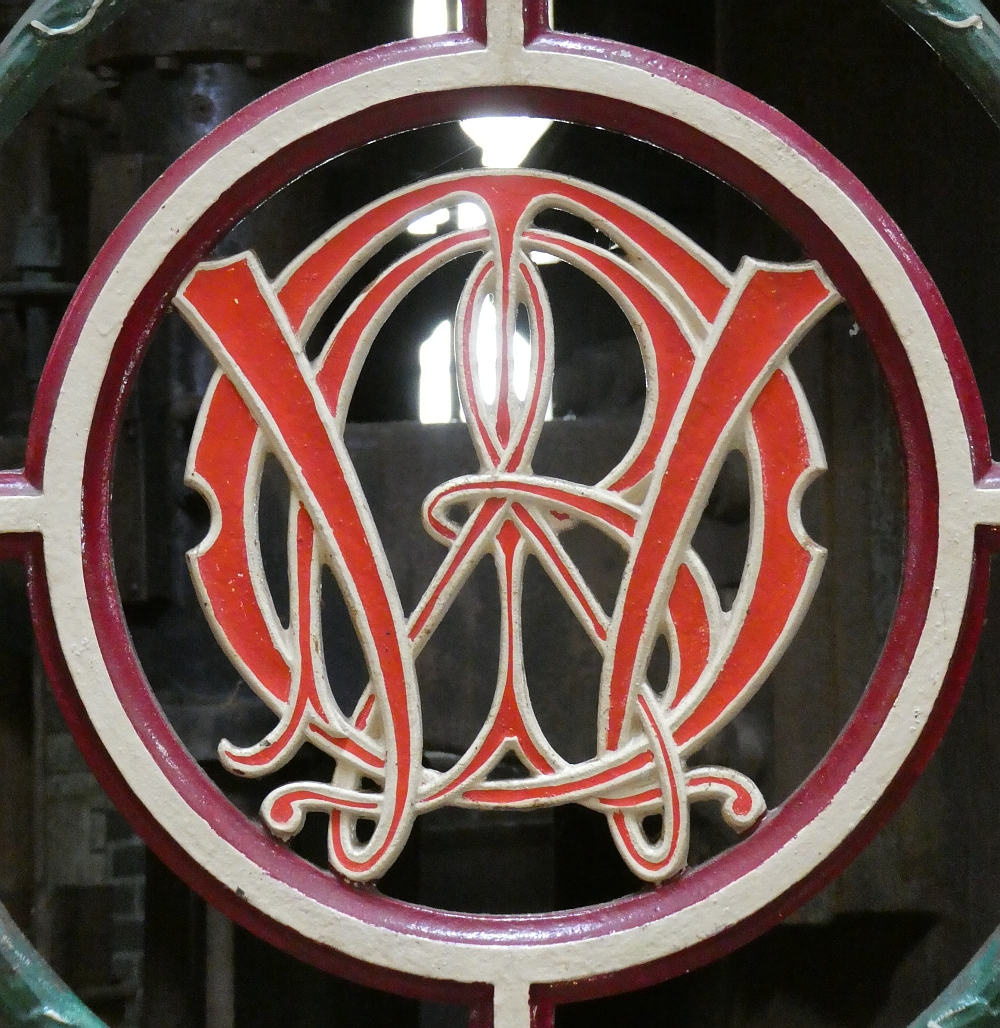
Schmiedeeisernes MBW Monogramm, Crossness Pumping Station

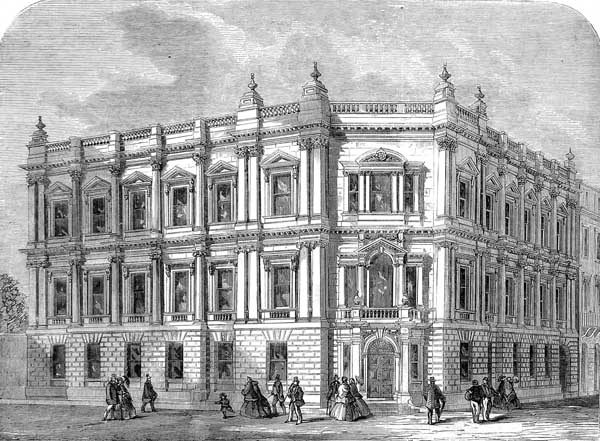
Hauptsitz des MBW in den Spring Gardens beim Trafalgar Square, entworfen von Frederick Marrable

Der Metropolitan Board of Works (MBW; deutsch etwa „Großstädtische Baubehörde“) war ein Zweckverband der Metropole London, der von 1855 bis 1889 existierte. Er war zuständig für die Metropolis, bestehend aus den Cities of London und Westminster sowie umliegenden Gemeinden in Middlesex, Surrey und Kent, dem heutigen Inner London. Hauptaufgabe des MBW war es, in dem damals in viele eigenständige Gemeinden zersplitterten Ballungsraum Infrastrukturbauten zentral zu planen und zu bauen, um mit dem raschen Wachstum Schritt halten zu können. Die Vertreter des MBW wurden nicht gewählt, sondern ernannt. Die dadurch fehlende Transparenz war die Hauptursache für die in der Spätphase um sich greifende Korruption und den Ersatz des MBW durch den London County Council.

## Hintergrund
Mit dem Bau von Eisenbahnen hatte sich die Ausbreitung des Ballungsraumes seit den 1830er Jahren stark beschleunigt, der auf dem Gebiet dreier Grafschaften lag: Das Gebiet nördlich der Themse und westlich des River Lea einschließlich der Städte London und Westminster gehörte zu Middlesex, der Süden und Südwesten zu Surrey, der äußerste Südosten zu Kent.
Die lokalen Verwaltungsstrukturen waren äußerst komplex; mit Hunderten von (Pfarr-)Gemeinden (Parishes) und Behörden mit teilweise sich überschneidenden Zuständigkeiten, deren Mitglieder nur in den seltensten Fällen gewählt wurden. Bei einem Projekt, das eine oder mehrere Grenzen überschritt, mussten alle Beteiligten ihre Zustimmung geben.
1835 wurden als Teil einer tiefgreifenden Verwaltungsreform im ganzen Land Municipal Boroughs mit gewählten Vertretern als einheitliche Stadtverwaltung geschaffen. Die City of London – der Kern der ausufernden Metropole – war vom Municipal Corporations Act 1835 ausgenommen und wehrte sich erfolgreich gegen alle Bestrebungen, die meist ärmeren angrenzenden Gemeinden einzugemeinden.
1837 gab es Anstrengungen, eine gewählte Behörde für den gesamten Londoner Ballungsraum zu schaffen, doch die wohlhabenden Gemeinden Marylebone und Westminster wehrten sich dagegen und verhinderten die Umsetzung. 1854 wurde vorgeschlagen, den Ballungsraum um die City of London in sieben Municipal Boroughs zusammenzufassen, mit dem Metropolitan Board of Works als zentrale Planungsbehörde. Die Bildung der Boroughs kam nicht zustande, doch der MBW wurde 1855 gegründet.

## Gründung und Organisation

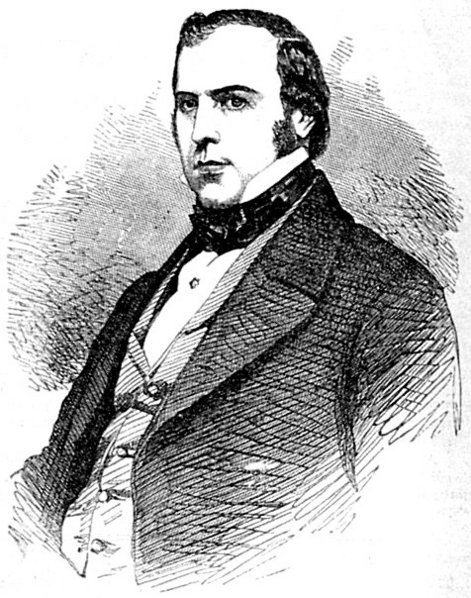
John Thwaites

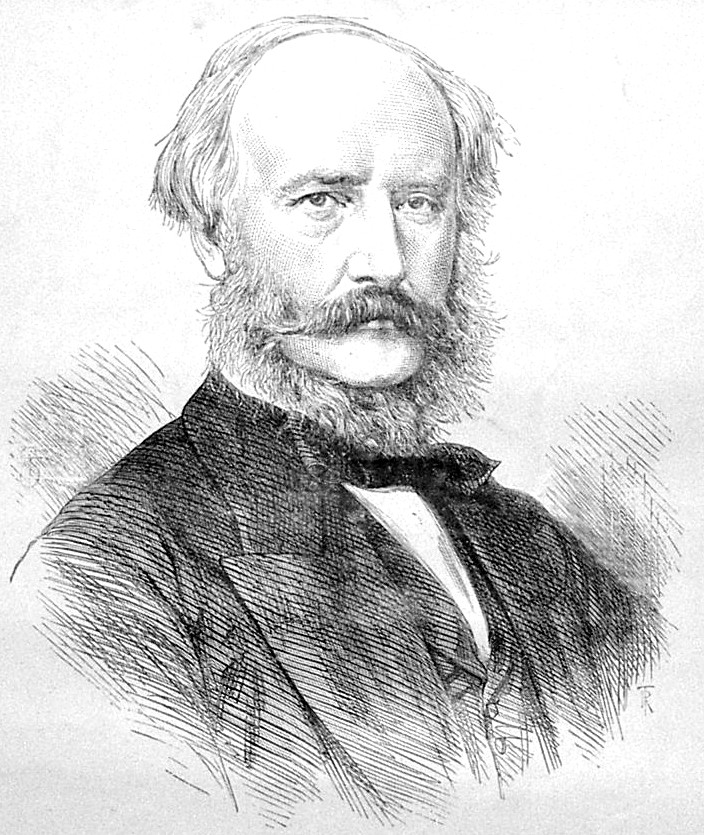
James Macnaghten Hogg

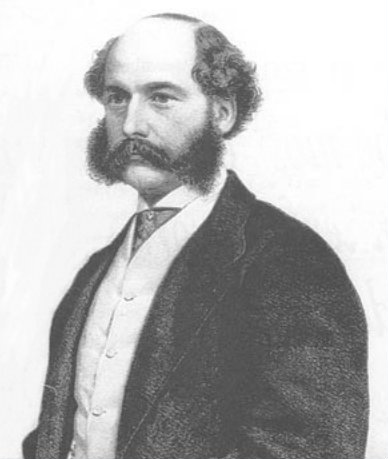
Joseph Bazalgette

Um für die Schaffung eines Zweckverbandes eine gesetzliche Grundlage zu haben, verabschiedete das Parlament des Vereinigten Königreichs den Metropolis Management Act 1855. Der mit diesem Gesetz geschaffene MBW übernahm auch die Aufgaben des 1845 gegründeten Metropolitan Buildings Office (Bauamt) und der 1848 gegründeten Metropolitan Commission of Sewers (Kanalkommission). Von Anfang an war der MBW keine gewählte Behörde, sondern bestand aus ernannten Vertretern der (Pfarr-)Gemeinderäte (vestries). Die größeren Gemeinderäte entsandten zwei Vertreter, die City of London deren drei. In wenigen Fällen wurden Gemeinden, die ein zu kleines Gebiet umfassten, zu Bezirken (Districts) zusammengefasst, die je einen Vertreter ernannten. Der Ausschuss bestand aus 45 Mitgliedern. An der ersten Sitzung des MBW am 22. Dezember 1855 wurde John Thwaites zum Vorsitzenden gewählt.
Die Sitzungen fanden zuerst in der Guildhall der Corporation of London statt, die Verwaltung war an der Greek Street in Soho. 1859 wurde in den Spring Gardens (in der Nähe des Trafalgar Square) ein neues Verwaltungsgebäude im italienisierenden Stil errichtet. Entworfen hatte es Frederick Marrable, Chefarchitekt des MBW. Nach dem Tod des Vorsitzenden John Thwaites am 8. August 1870 wurde James Macnaghten Hogg (später Lord Magheramorne) zu seinem Nachfolger gewählt. Hogg blieb bis zur Auflösung des MBW im Amt. Im Jahr 1885 wurde die Anzahl der MBW-Vertreter auf 59 erhöht.

## Gliederung derMetropolis
| Nr. | Behörde | Anzahl der Mitglieder im MBW | Verwaltungssitz                                                                 | Grafschaft    |
| --- | --- | ---------------------------- | ------------------------------------------------------------------------------- | ------------- |
| 1   | Corporation of London | 3                            | Guildhall                                                                       | Middlesex     |
| 2   | Bermondsey Vestry | 1                            | Town Hall, Spa Road, Bermondsey                                                 | Surrey        |
| 3   | Bethnal Green Vestry | 1                            | Vestry Hall, Bethnal Green                                                      | Middlesex     |
| 4   | Camberwell Vestry | 1                            | Vestry Hall, Peckham Road                                                       | Surrey        |
| 5   | Chelsea Vestry | 1                            | Town Hall, King's Road, Chelsea                                                 | Middlesex     |
| 6   | St. James & St. John Clerkenwell Vestry | 1                            | Vestry Hall, 58 Rosomon Street, Clerkenwell, ab 1895 Town Hall, Rosebery Avenue | Middlesex     |
| 7   | Fulham District (Fulham, Hammersmith) | 1                            | Town Hall, Walham Green                                                         | Middlesex     |
| 8   | Greenwich District (Greenwich, Deptford St. Nicholas, Deptford St. Paul) | 1                            | 141 Greenwich Road, Greenwich                                                   | Kent          |
| 9   | Hackney District (Hackney, Stoke Newington) | 1                            | Town Hall, Hackney                                                              | Middlesex     |
| 10  | Hampstead Vestry | 1                            | Vestry Hall, Haverstock Hill, Hampstead                                         | Middlesex     |
| 11  | Holborn District (Liberty of Glasshouse Yard, Liberty of Saffron Hill, Hatton Garden, Ely Rents and Ely Place, St Andrew Holborn Above the Bars with St George the Martyr, St Sepulchre) | 1                            | Town Hall, Gray’s Inn Road                                                      | Middlesex     |
| 12  | Islington St Mary Vestry | 2                            | Vestry Hall, Upper Street, Islington                                            | Middlesex     |
| 13  | Kensington Vestry | 1                            | Town Hall, Kensington                                                           | Middlesex     |
| 14  | Lambeth Vestry | 2                            | Vestry Hall, Kennington Green                                                   | Surrey        |
| 15  | Lewisham District (Lewisham, Sydenham Chapelry, Penge Township) | 1 (zusammen mit Plumstead)   | Catford                                                                         | Kent, Surrey* |
| 16  | Limehouse District (Limehouse, Ratcliff, Shadwell, Wapping) | 1                            | White Horse Street, Commercial Road                                             | Middlesex     |
| 17  | Hamlet of Mile End Old Town Vestry | 1                            | Vestry Hall, Bancroft Road, Mile End Road                                       | Middlesex     |
| 18  | Newington Vestry | 1                            | Vestry Hall, Walworth Road                                                      | Surrey        |
| 19  | Paddington Vestry | 1                            | Vestry Hall, Harrow Road                                                        | Middlesex     |
| 20  | Plumstead District (Charlton, Eltham, Kidbrooke, Lee, Plumstead) | 1 (zusammen mit Lewisham)    | Old Charlton                                                                    | Kent          |
| 21  | Poplar District (Poplar, Bow, Bromley) | 1                            | 117 High Street, Poplar                                                         | Middlesex     |
| 22  | Rotherhithe Vestry | 1 (zusammen mit St Olave)    | Public Baths, Lower Road, Rotherhithe                                           | Surrey        |
| 23  | St George Hanover Square Vestry | 2                            | Vestry Hall, Mount Street, Grosvenor Square                                     | Middlesex     |
| 24  | St George in the East Vestry | 1                            | Vestry Hall, Cable Street                                                       | Middlesex     |
| 25  | St Giles District (St Giles-in-the-Fields, St George’s, Bloomsbury) | 1                            | 197 High Holborn                                                                | Middlesex     |
| 26  | St Luke Middlesex Vestry | 1                            | Vestry Hall, City Road                                                          | Middlesex     |
| 27  | St Martin in the Fields Vestry | 1                            | Town Hall, Charing Cross Road                                                   | Middlesex     |
| 28  | St Marylebone Vestry | 2                            | Court House, Marylebone Lane                                                    | Middlesex     |
| 29  | St Olave District (Southwark St Olave, St John Horsleydown, Southwark St Thomas) | 1 (zusammen mit Rotherhithe) | Vine Street, Tooley Street, Southwark                                           | Surrey        |
| 30  | St Pancras Vestry | 2                            | Vestry Hall, Pancras Road                                                       | Middlesex     |
| 31  | St Saviour's District (Southwark St Saviour, Southwark Christchurch) | 1                            | 3 Emerson Street, Bankside                                                      | Surrey        |
| 32  | Shoreditch St Leonard Vestry | 2                            | Shoreditch Town Hall, Old Street                                                | Middlesex     |
| 33  | Southwark St George the Martyr Vestry | 1                            | Vestry Hall, 81 Borough Road                                                    | Surrey        |
| 34  | Strand District (Liberty of the Rolls, St Anne Within the Liberty of Westminster, St Clement Danes, St Mary le Strand, St Paul Covent Garden, Savoy Palace)                              | 1                            | 5 Tavistock Street                                                              | Middlesex     |
| 35  | Wandsworth District (Wandsworth, Battersea, Clapham, Putney, Streatham, Tooting Graveney)                                                                                                | 1                            | East Hill, Wandsworth                                                           | Surrey        |
| 36  | Westminster District (Westminster St Margaret, Westminster St John) | 1                            | Town Hall, Caxton Street, Westminster                                           | Middlesex     |
| 37  | Westminster St James Vestry | 1                            | Vestry Hall, Piccadilly                                                         | Middlesex     |
| 38  | Whitechapel District (Whitechapel, Mile End New Town, Liberty of Norton Folgate, Old Artillery Ground, St Botolph without Aldgate, Spitalfields)                                         | 1                            | 15 Great Alie Street, Whitechapel                                               | Middlesex     |
| 39  | Woolwich Vestry | 1                            | Town Hall, Woolwich                                                             | Kent          |

* Penge (auf der Karte mit 15a bezeichnet) zählte zu Surrey
Einige rechtlich exempte Gebiete lagen außerhalb der Gemeinden und Distrikte:
- Westminster Abbey
- London Charterhouse
- Inner Temple
- Middle Temple
- Lincoln’s Inn
- Gray’s Inn
- Staple Inn
- Furnival's Inn[1]

## Aufgaben
Ein großes Problem der Anfangszeit waren die Abwässer, die direkt in die Themse geleitet wurden. Da das Trinkwasser hauptsächlich aus dem Fluss stammte, brachen regelmäßig Cholera-Epidemien aus. Bei warmem Wetter stank der Fluss buchstäblich zum Himmel. Nach dem legendären „Großen Gestank“ im Sommer 1858 beauftragte das Parlament den MBW, ein umfassendes unterirdisches Kanalisationssystem zu planen und zu bauen. In zwei Jahrzehnten wurden unter der Leitung von Chefingenieur Joseph Bazalgette 135 Kilometer Hauptabwassersammler und 1750 Kilometer Abwasserkanäle gebaut (siehe auch: Londoner Abwassersystem).
Zu den weiteren Aufgaben gehörte die Räumung von Slums, damit dort zur Entlastung der Verkehrsprobleme neue Straßen gebaut werden konnten. Die wichtigsten dieser neuen Hauptstraßen waren die Charing Cross Road, die Garrick Street, die Northumberland Avenue, die Shaftesbury Avenue und die Southwark Street. Ab 1869 erwarb der MBW alle privaten Brücken über die Themse und schaffte die Maut ab. Er ließ auch die Putney Bridge, die Battersea Bridge, die Waterloo Bridge und die Hammersmith Bridge neu bauen.

## Skandale
Trotz der durchaus vorhandenen Verdienste genoss der MBW bei der Bevölkerung ein niedriges Ansehen. Sein Status als Zweckverband isolierte die Mitglieder von jeglichem Einfluss der öffentlichen Meinung, obwohl sämtliche Immobilienbesitzer eine zusätzliche Steuer zur Finanzierung der Arbeit des MBW entrichten mussten. Der MBW hatte eine große Anzahl von Bauaufträgen zu vergeben. Viele Bauunternehmer, die sich um diese bewarben, versuchten deshalb, einen Sitz im Ausschuss zu ergattern. Außerdem fällte der MBW sämtliche Entscheide im Geheimen. Dies führte in den 1880er Jahren zu zahlreichen Korruptionsskandalen und zur Einsetzung einer Untersuchungskommission durch die Regierung.
Der erste Skandal hatte seinen Ursprung im Jahr 1879, als der MBW das alte Varietétheater „Pavilion“ am Piccadilly Circus kaufte, um nach dessen Abriss die Shaftesbury Avenue bauen zu können. Als die Straße noch in der frühen Bauphase war, wurde das Grundstück bis auf weiteres an den Varieté-Besitzer R. E. Villiers verpachtet. Zusätzlich zum normalen Pachtbetrag an den Ausschuss zahlte Villiers heimlich auch ein Bestechungsgeld an F. W. Goddard, dem Chefschätzer des MBW, um eine Vorzugsbehandlung zu erreichen. 1883 war der Abriss des Gebäudes nur noch eine Frage der Zeit. Villiers traf sich mit Goddard und Thomas James Robertson (Assistenz-Geodät), um sicherzustellen, dass der Rest des Grundstücks an ihn überging, um dort ein neues „Pavilion“ errichten zu können. Die MBW-Vertreter erklärten sich einverstanden, wenn Villiers eine Ecke des Grundstücks W.W. Grey überlassen würde, damit dieser dort ein Pub betreiben konnte. Grey war der Bruder von Robertson, auch wenn dies zu diesem Zeitpunkt noch nicht offensichtlich war.
Im November 1884 teilte Robertson Villiers mit, dass die Zeit gekommen sei, dem MBW ein formelles Angebot für die Pacht des Grundstücks zu unterbreiten. Villiers bot 2700 Pfund Grundpacht pro Jahr an. Der MBW beauftragte seinen Chefarchitekten George Vulliamy, das Grundstück zu bewerten. Der altersschwache Vulliamy überließ praktisch die ganze Arbeit seinen Untergebenen Goddard and Robertson. Sie schrieben einen Bericht, der den Wert des Grundstücks auf 3000 Pfund pro Jahr festlegte. Villiers ging sofort darauf ein. Der Ausschuss bewilligte den Pachtvertrag nach kurzer Zeit, obwohl ein Konkurrenzangebot in der Höhe von 4000 Pfund vorlag. Das Grundstück wurde in zwei Teilen verpachtet, der größere für 2650 Pfund, die westliche Ecke für 350 Pfund. Goddard kassierte weiterhin Extrazahlungen von Villiers und die westliche Ecke wurde an Grey übertragen, der sein Pub an der Tichborn Street verkaufte und den Gewinn von 10.000 Pfund mit Goddard und Robertson teilte. Villiers verkaufte den „Pavilion“ im Dezember 1886 und Godard erhielt vom Erlös weitere 5000 Pfund.

### Weitere Korruptionsfälle
Seit Jahren hatte es vage Hinweise gegeben, dass der Ausschuss Firmen, die sich um einen Bauauftrag bewarben, dazu ermunterte, Mitglieder des Ausschusses als Architekten zu engagieren. So war das MBW-Mitglied James Ebenezer Saunders zum Chefarchitekten des „Pavilion“ ernannt worden. Die gleiche Aufgabe übernahm er beim Bau des Grand Hotel und des Metropole Hotel an der Northumberland Avenue (beide auf Land im Besitz des MBW), doch die eigentliche Arbeit wurde von anderen erledigt. Francis Hayman Fowler, der sich über mangelnde Arbeit wahrlich nicht beklagen konnte, hatte Geld von Grundstücksbesitzern und Pächtern unter Bedingungen angenommen, die klar auf Bestechung hindeuteten.
John Hebb, Assistenzarchitekt des Ausschusses, war unter anderem für die Inspektion der Sicherheitsbedingungen in Theatern zuständig. Er schrieb den Managern jener Theater, in denen eine Inspektion bevorstand, dass sie gut daran täten, ihm Gratiseintrittskarten zu schicken. Angesichts der Macht des Ausschusses, Theater schließen zu können, gaben die meisten nach. Die Theatermanager schätzten die Inspektionen ohnehin nicht besonders und ärgerten sich über das korrupte Verhalten. So schickten sie Hebb Eintrittskarten für Plätze, die möglichst weit hinten im Saal waren oder wo die Sicht auf die Bühne durch eine Säule verdeckt war.

### Untersuchungskommission
Der Goddard-Robertson-Skandal flog auf, als die Zeitung Financial News ab dem 25. Oktober 1886 eine Reihe von Artikeln über die diversen Machenschaften veröffentlichte. Der Ausschuss selbst führte eine völlig ungenügende Untersuchung unter dem Vorsitz von Hogg durch. Die Untersuchung kam zum Schluss, Robertson habe unrechtmäßig gehandelt, als er Verwandte zu Pachtnehmern des Ausschusses machte, ohne den Ausschuss zu informieren. Allerdings habe der Ausschuss nichts gefunden, was eine harte Bestrafung rechtfertigen würde.
Die Öffentlichkeit war empört und hielt den Druck aufrecht. Auf Antrag von Randolph Churchill, in dessen Wahlkreis Paddington South der Widerstand gegen den MBW besonders groß war, beschloss das House of Commons am 16. Februar 1888, eine Untersuchungskommission einzusetzen. Die von Lord Herschell geleitete Kommission kam zum Schluss, dass die Hauptvorwürfe der Financial News der Wahrheit entsprachen, ja sogar untertrieben waren. Auch weitere Skandale flogen auf, inklusive derjenige um jene Architekten, die Mitglieder des MBW waren. Allerdings teilte die Kommission nicht die weitverbreitete Meinung, der MBW sei von Korruption geradezu verseucht.

## Auflösung
Während die Kommission noch immer ihre Anhörungen vorbereitete, gab der für die Aufsicht von Lokalverwaltungen zuständige Minister Charles Ritchie bekannt, dass als Teil einer Verwaltungsreform im gesamten Vereinigten Königreich sogenannte County Councils (Grafschaftsräte) geschaffen würden. Fast versteckt im Gesetzesentwurf war eine Klausel enthalten, die das Gebiet des MBW von den Grafschaften Surrey, Middlesex und Kent trennte (die spätere County of London). Dies entsprach im Wesentlichen den Wünschen der Aktivisten gegen den MBW, die ohnehin eine Verwaltungsreform forderten.
Die letzten Wochen des MBW waren auch seine unrühmlichsten. Am 21. Januar 1889 war der London County Council (LCC) gewählt worden, der am 1. April seine Arbeit aufnehmen sollte. Der MBW schob alle langfristig bindenden Entscheide an den LCC ab und begann, großzügige Pensionen an zurücktretende Ausschussmitglieder und hohe Löhne an jene Mitarbeiter zu zahlen, die für die neue Behörde arbeiten würden. Der MBW gab dem Samariterkrankenhaus in Marylebone die Erlaubnis, zusätzliche zwölf Fuß des Bürgersteigs zu nutzen, was der LCC ablehnte. Der LCC schrieb dem MBW, den Beschluss zurückzunehmen, doch keiner der Verantwortlichen antwortete.
Der MBW hatte die Offerten für den Bau des Blackwall-Tunnel erhalten und beschloss, den Auftrag an seiner allerletzten Sitzung zu vergeben. Wieder schrieb der LCC dem MBW, den Beschluss der Nachfolgebehörde zu überlassen. Am 18. März 1889 schrieb der Vorsitzende des MBW zurück, dass er an seinem Vorgehen festhalte. Der LCC wandte sich direkt an die Regierung, die daraufhin den MBW vorzeitig am 21. März 1889 auflöste.
Das Gebäude des MBW wurde vom London County Council übernommen. Dieser zog dann 1922 in die County Hall um. Das alte Gebäude wurde als Außenstelle des LCC genutzt, bis der ursprüngliche, hundert Jahre währende Pachtvertrag im Jahr 1958 auslief. Anschließend richtete die Zentralregierung dort Büros ein. Schließlich wurde das Gebäude 1971 abgerissen, um Platz für den neuen Hauptsitz des British Council zu schaffen.